# 布彥達賚
布彥達賚（穆麟德轉寫：buyandalai，？—1801年），鈕祜祿氏，滿洲鑲黃旗人，清朝政治人物、清朝戶部尚書。布彥達賚之女為道光帝元配孝穆成皇后。
曾任戶部左侍郎。嘉慶四年（1799年）二月庚寅，接替松筠，擔任清朝戶部尚書。嘉慶五年（1800年），布彥達賚逝世，贈太子太保，諡號為「恭勤」。由傅森接任。道光元年（1821年），冊立追封其女為孝穆皇后，禮成後，追封布彥達賚為三等公。

## 家庭
- 父果毅繼勇公阿里袞。
- 胞兄太子太保豐昇額。
- 女鈕祜祿氏，封道光帝之孝穆成皇后。